# Cronologia de l'ornitologia

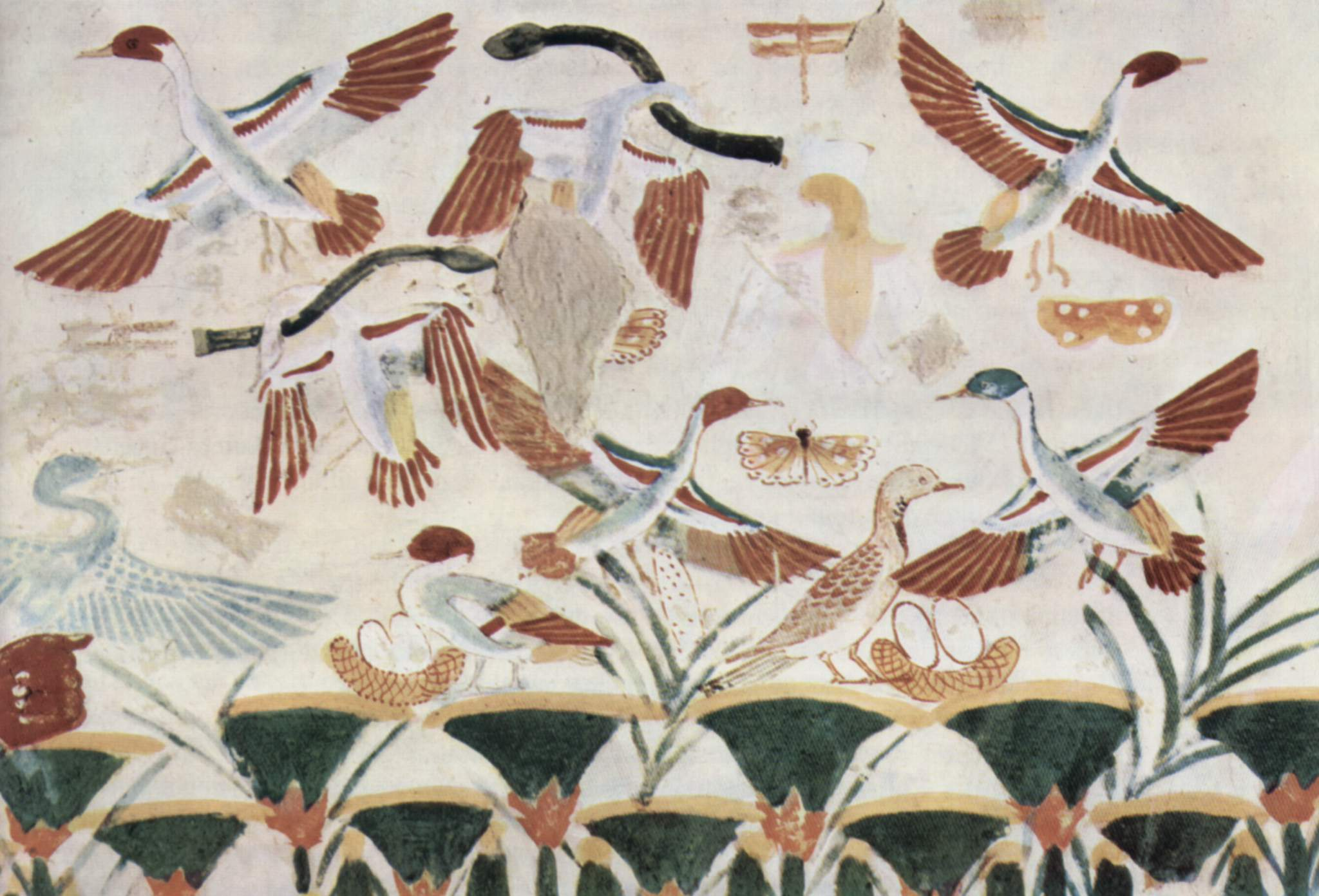
Caça d'aus - Pintura de càmara mortuòria - Antic Egipte (1422-1411 aE)

A continuació es presenta una cronologia de l'ornitologia (línia del temps) amb alguns dels esdeveniments més importants en aquest camp:

## Antiguitat
- 1500-1800 aC - Els Vedes recullen el comportament paràsit del cuc (Eudynamys scolopacea).[1] [Ali, S. (1979), Bird study in Índia : its history and its importance. ICCR, New Delhi. Azad Memorial Lectures.]
- Segle IV aC - Aristòtil esmenta unes 170 classes d'aus en la seva obra sobre els animals reconeixent vuit grups principals
- Segle I - L'obra de Plini el Vell Historia Naturalis Llibre X està dedicada a les aus. Distingeix tres grups segons les característiques de les potes
- Segle II - Claudi Elià esmenta un cert nombre d'aus en el seu treball sobre els animals. Les aus són llistades de forma alfabètica

## Edat mitjana

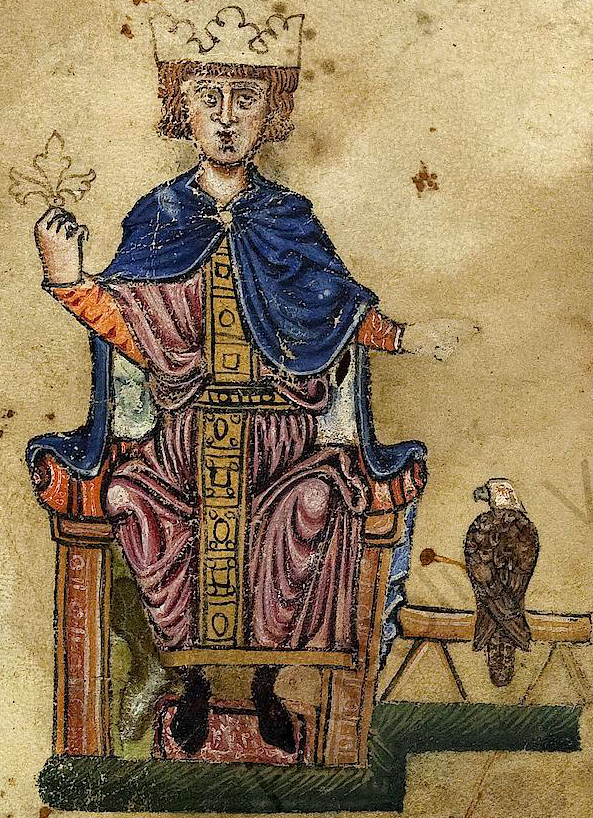
Retrat de Frederic II del Sacre Imperi Romanogermànic de la segona pàgina de De arte venandi cum avibus

- Segle VI-Segle VII - Isidor de Sevilla contribueix al coneixement de l'obra dels autors clàssics antics i àrabs amb les seves Etimologiae
- Segle IX - Moamin difón la Falconeria a Occident a partir d'una obra original que s'atribueix a Abū Zayd Ḥunayn ibn Isḥāq al-ʿIbādī (809-873)
- Segle XII - Hugues de Fouilloy (1100-1174) escriu l'obra De Avibus basat en Isidor de Sevilla, el Physiologus i altres autors. Tracta del colom, falcó, la tórtora i el pardal.
- Segle XIII - Vincent de Beauvais (1190-1264) amb la seva enciclopèdia Speculum Naturale parla del món animal. Descriu les aus en el capítols XVI i XVII ambg les seves propietats mèdiques.
- Segle XIII - Michael Scot (1175-v. 1232) prepara la primera traducció de les obres zoològiques d'Aristòtil i d'Avicenna (1220)
- Segle XIII - Frederic II Hohenstaufen (1194-1250) encomana l'escriptura de l'obra De arte venandi cum avibus sobre l'art de caçar amb ocells, que descriu els primers experiments de manipulació en ornitologia i els mètodes sobre falconeria.
- Segle XIII - De scientia venandi per aves (1250) "La ciència de caça amb ocells" és la versió llatina d'un tractat àrab sobre falconeria, el Kitāb al-mutawakkilī que mana traduir Frederic II Hohenstaufen
- Segle XIII - Libro de los animales que caçan (1250) aprox, se'l considera com el primer tractat sobre falconeria compost a la Corona de Castella, amb possible paternitat del rei Alfons X el Savi
- 1478 - S'imprimeix D'Avibus per Albert el Gran, que esmenta molts dels noms de les aus per primera vegada
- 1480 - Juliana Berners, priora del convent de Sopwell vora St Albans, escriu la primera obra sobre falconeria en anglès antic Book of Saint Albans.
- 1485 - Primera còpia datada de l'Ortus sanitatis de Johannes de Cuba on hi figuren les primeres il·lustracions impreses d'ocells.
- 1491 - Es publica una versió ampliada de l'herbari de Cuba com a Hortus Sanitatis per Jacob Meydenbach

## Segle XVI

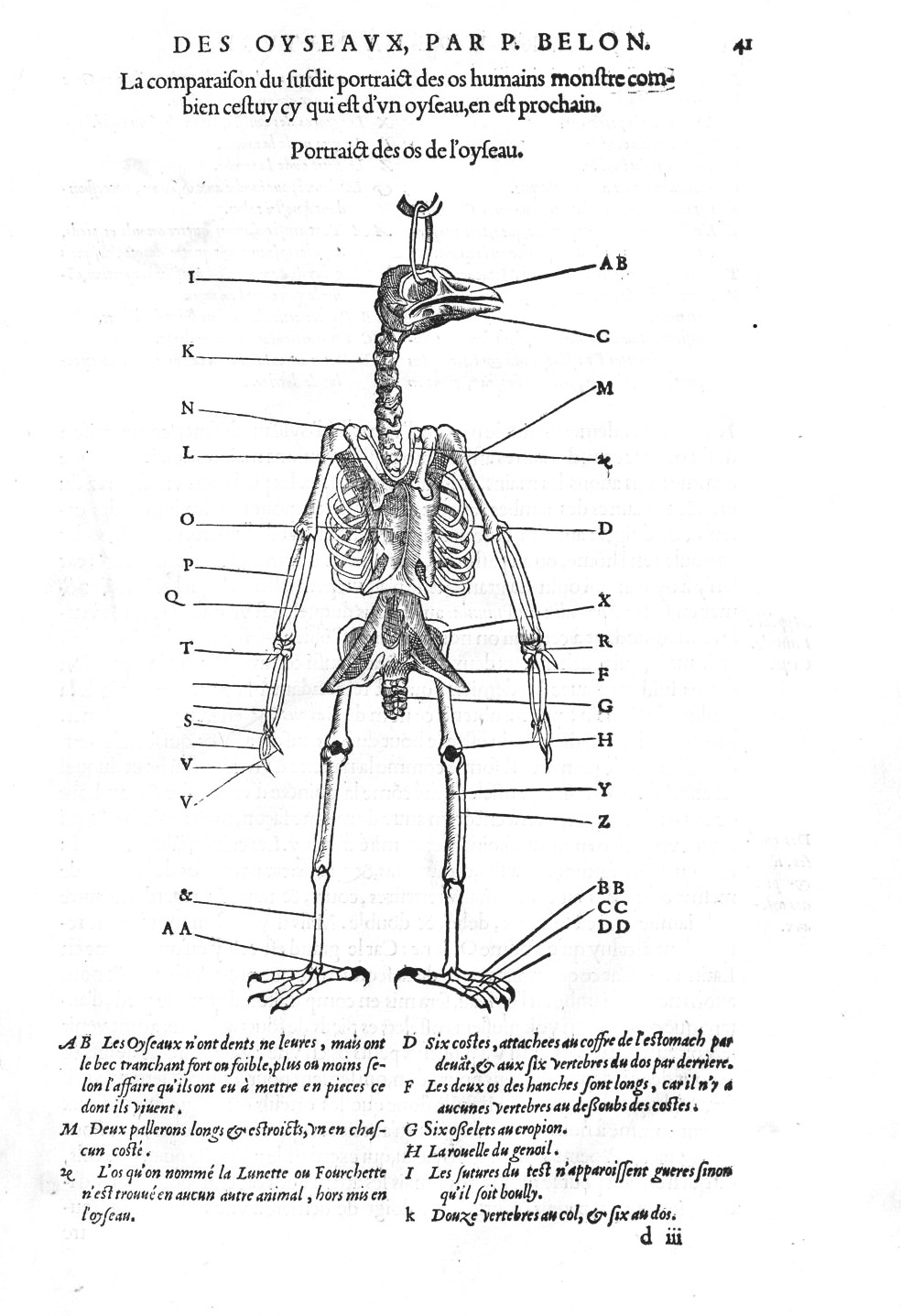
Pierre Belon (1517–1564), làmina d'esquelet d'ocell L'Histoire de la nature des oyseaux (1555).

- 1544 - William Turner imprimeix el primer llibre dedicat exclusivament a les aus Avium praecipuarum, quarum apud Plinium et Aristotelem mentio est, brevis et succincta historiaun comentari on comparteix els coneixements dels clàssics Aristòtil i Plini el Vell amb els estudis elaborats de collita pròpia.
- 1555 - Apareixen l'obra de Conrad Gessner Historic Animalium qui est d'Auium natura i la de Pierre Belon (Bellonius) Histoire de la nature des Oyseaux. Belon llista les aus d'acord amb un sistema definitiu
- 1570 - Primers estudis en profunditat de la fauna d'Amèrica per part de Francisco Hernández de Toledo, encara que els seus treballs no es publicaran fins a 1635 i 1651.
- 1573 - Volcher Coiter publica el seu primer tractat sobre l'anatomia de les aus
- 1591 - Joris Hoefnagel comença un treball per a l'emperador alemany Rodolf II en el qual realitza 90 pintures a l'oli d'aus, incloent una d'un dodo

## Seglexvii

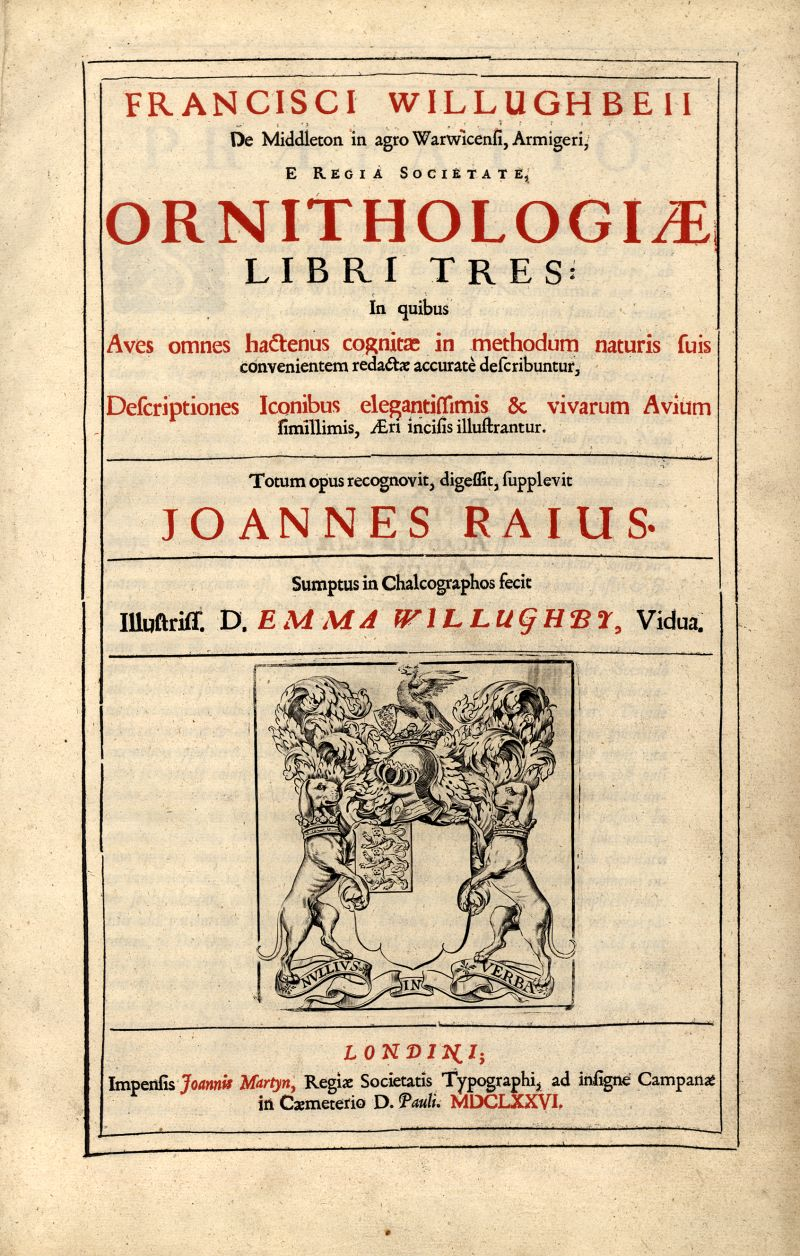
Coberta de l'obra de Francis Willughby Ornithologiae Libri Tres, completada després de la seva mort pel seu amic John Ray i publicada per John Martin, a Londres, 1676. Es considera l'inici de l'ornitologia científica.

- 1600 - Començament de l'aparició de les obres d'Ulisse Aldrovandi sobre les aus: Ornithologiae hoc est de avibus historiae libri XII (Bologna, 1599),Ornithologiae tomus alter cum indice copiosissimo (Bologna, 1600), i Ornithologiae tomus tertius, ac postremus (Bologna, 1603)
- 1603 - Caspar Schwenckfeld (metge) publica el primer llibre sobre fauna regional d'Europa Therio-tropheum Silesiae
- 1605 - Carolus Clusius publica el Exoticorum libri decem on es descriuen nombroses espècies d'exòtiques desconegudes.
- 1638 - Georg Marcgrave comença el seu viatge per Brasil on estudiarà la fauna i la flora
- 1655 - Olaus Wormius (1588-1654) crea una cèlebre càmera de curiositats l'inventari de les quals apareix en 1655 Museum Wormianum. Aquesta col·lecció inclou nombroses aus però les tècniques de conservació encara no estan prou avançades i els exemplars són pastura dels insectes.
- 1657 - Aparició de Historiae naturalis d'avibus de John Jonston
- 1667 - Christopher Merret publica la primera obra sobre la fauna de Gran Bretanya, Pinax la rerum Naturalium Britannicarum (1666), seguida dos anys més tard per la de Walter Charleton
- 1676 - Publicació de l'obra de Francis Willughby Ornithologia per part del seu col·laborador John Ray. Aquesta obra es considera el començament de l'ornitologia científica a Europa, revolucionant la taxonomia ornitològica en agrupar a les diferents espècies en funció de les seves característiques físiques
- 1681 - L'últim Dodo mor a l'illa Maurici

## Seglexviii

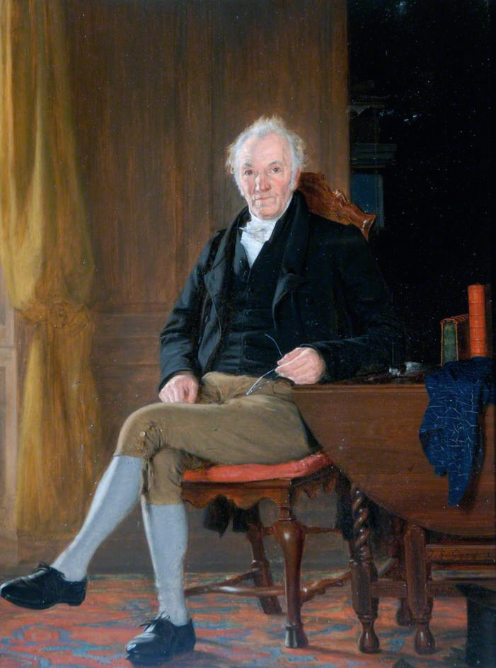
Thomas Bewick (1753–1828), autor de A History of British Birds.

- 1702 - Ferdinand Adam von Pernau publica el seu primer llibre dedicat a l'observació de les aus. Les observacions de Pernau li permeten afirmar que les aus necessiten aprendre el cant, en alguns casos, i no sempre és únicament fruit de l'instint. També es va interessar pels mecanismes de la migració.
- 1731-1738 - Eleazar Albin publica A Natural History of Birds
- 1731-1743 - Mark Catesby publica el seu Natural History of Carolina, que conté làmines en color de les aus de la colònia nord-americana, de Florida i de les Bahames
- 1735 - Primera edició de Systema Naturae de Carl von Linné. La classificació de les aus segueix la de Ray
- 1737 - Publicació del primer llibre enterament dedicat als ous de les aus, Dell Uova i dei Nidi degli Uccelli de Giuseppe Zinanni
- 1741 - Georg Steller estudia les aus del Pacífic nord en el seu viatge al costat de Vitus Bering
- 1743 - George Edwards comença la publicació de les seves làmines d'aus en l'obra A Natural History of Uncommon Birds.
- 1745 - Pierre Barrère publica Ornithologiae Specimen on la classificació es basa en la forma del bec i de les potes.
- 1760 - Els sis volums de l'obra Ornithologie de Mathurin Jacques Brisson milloren la classificació de Linné
- 1768-1780 - Viatges de James Cook al Pacífic i Austràlia durant els quals Joseph Banks i Johann Reinhold Forster van recollir moltes aus noves per a la ciència
- 1770-1783 - L'obra de Buffon Histoire Naturelle des Oiseaux va ser la primera a tenir en compte la distribució geogràfica de les aus
- 1776 - Francesco Cetti publica Gli uccelli di Sardegna. (Aus de Sardenya)
- 1778 - Juan Ignacio Molina publica Saggio sulla storia naturale del Xile que inclogui la primera descripció de moltes espècies de Sud-amèrica
- 1785 - John Latham completa la seva Synopsis of Birds, que descriu moltes aus recollides en Austràlia i l'oceà Pacífic. Thomas Pennant publica Arctic Zoology.
- 1788 - Johann Friedrich Gmelin comença la 13º edició de la seva obra Systema Naturae que inclou la classificació de moltes aus per primera vegada, especialment les descrites per Latham
- 1789 - Publicació de Natural History and Antiquities of Selborne de Gilbert White
- 1797 - François Levaillant comença la publicació de Oiseaux d'Afrique donant detalls de les espècies oposades en la seva exploració de Sud-àfrica
- 1797 - Publicació del primer volum de A History of British Birds de Thomas Bewick com a History and Description of Land Birds i el 1804 publica el segón amb el títol History and Description of Water Birds
- 1799 – François Marie Daudin escriu Traité élémentaire et complet d'Ornithologie (Història Natural de les Aus), un dels primers manuals d'ornitologia, combininant la nomenclatura binomial de Carl von Linné amb les descripcions anatòmiques i fisiològiques de Buffon.

## Seglexix

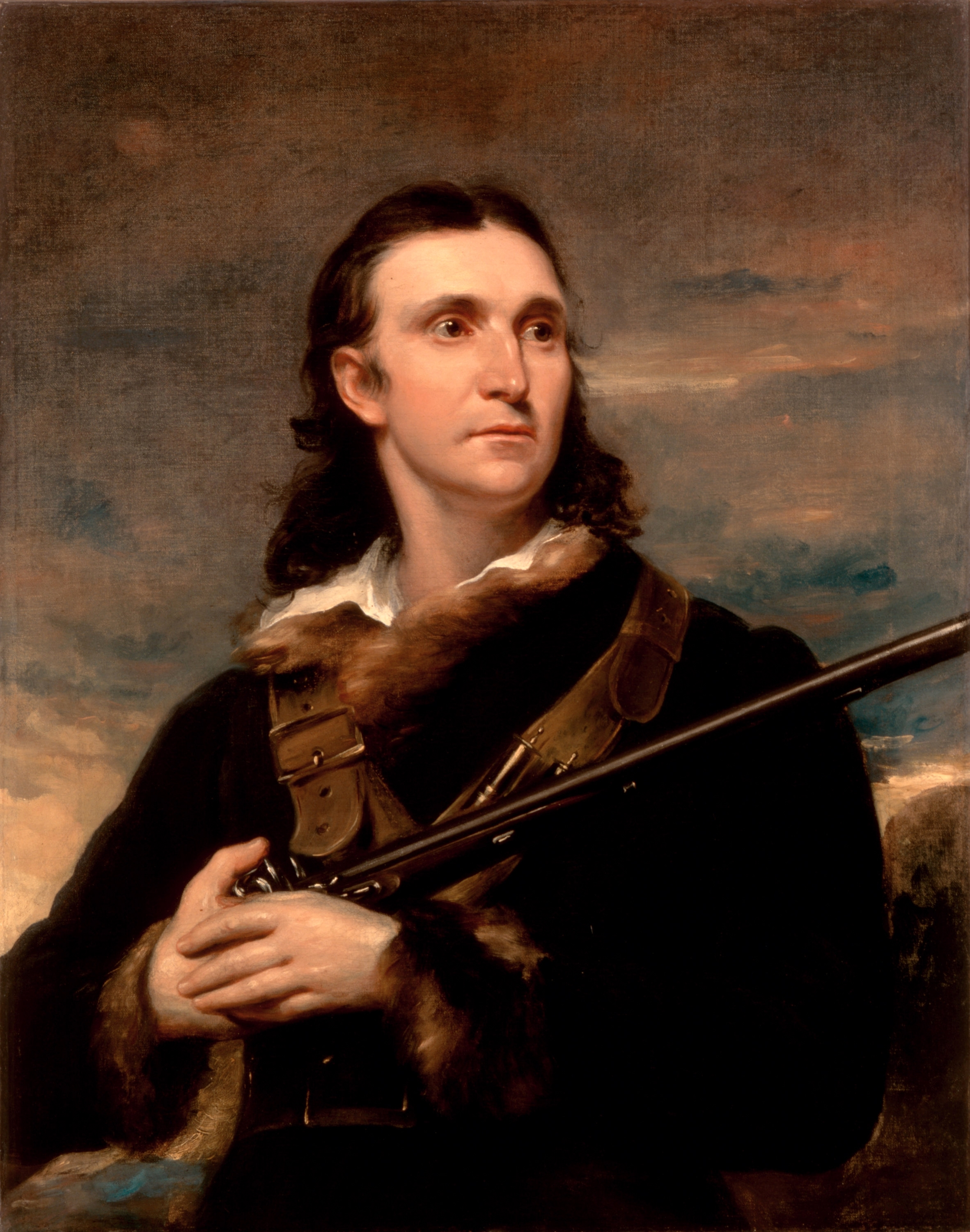
Retrat de John James Audubon (1785-1851) per John Syme (1826) situat a la Casa Blanca.

- 1801 - Alexander Wilson comença el seu estudi de les aus nord-americanes, que resultarà en l'obra American Ornithology (1808-1814), posteriorment actualitzada per Charles Lucien Bonaparte.
- 1802 - Publicació del Ornithological Dictionary de George Montagu.
- 1811 - Publicació de Zoographia Russo-Asiatica de Peter Simon Pallas que inclou detalls de les aus que va trobar en els seus viatges a través de Sibèria.
- 1815 - Coenraad Jacob Temminck publica el seu Manuel d'ornithologie, que va ser el treball model sobre ocells europeus durant molt de temps.
- 1827-1838 - Publicació de Birds of America de John James Audubon.
- 1831-1836 - Charles Darwin viatja a Sud-amèrica i les Illes Galápagos a bord del HMS Beagle. El seu estudi sobre els pinsans de les Galápagos li donaria les idees sobre la selecció natural.
- 1832 - Edward Lear publica Illustrations of the Family of Psittacidae.
- 1838 - John Gould viatja a Austràlia amb la seva dona per estudiar les aus del país.
- 1840 - John Gould publica la primera part de Birds of Australia.
- 1844 - Últim albirament d'un Gran gavot a Islàndia.
- 1857 - Philip Sclater presenta el seu article On the General Geographical Distribution of the Members of the Class Aus a la Linnean Society.
- 1858 - Alfred Newton forma la British Ornithologists' Union.
- 1861 - Es troba el fòssil d'archaeopteryx a l'Alemanya el que recolza la relació entre dinosaures i aus.
- 1868 - Es constitueix l'Association for the Protection of Seabirds a Anglaterra.
- 1869 - La Sea Birds Preservation Act 1869 és la primera llei aprovada en el Regne Unit per a la protecció de les aus.
- 1873 - Publicació d'Ornitologia Italiana de Paolo Savi.
- 1879 - Richard Owen publica els resultats dels seus estudis sobre els fòssils de Moa.
- 1883 - Fundació de la American Ornithologists' Union. Vegeu American Ornithological Society
- 1883 - Fundació de la Bombay Natural History Society.
- 1884 - Primer Congrés Internacional d'Ornitologia realitzat en Viena, amb Gustav Radde com a President.
- 1889 - Fundació de la Royal Society for the Protection of Birds per lluitar contra el comerç de plomes.
- 1889 - Ludwig Karl Koch fa el primer enregistrament del cant d'un au, en concret d'un Sharma comú (Copsychus malabaricus) en captivitat.
- 1899 - Hans Christian Cornelius Mortensen de Viborg (Dinamarca), és el primer ornitòleg a realitzar un anellament d'ocells a gran escala de forma sistemàtica. Va usar anells d'alumini per marcar 165 estornell vulgar recollits de les caixes nius.

## Segle XX
- 1901 - Johannes Thienemann estableix l'Observatori Ornitològic de Rossitten, el primer observatori d'aus que es coneix del món.
- 1901 - Es funda la Royal Australasian Ornithologists Union
- 1905 - Fundació de la National Audubon Society
- 1907 - Comença la publicació mensual de British Birds
- 1909 - Primers programes d'anellament en el Regne Unit
- 1909 - S'estableix un observatori d'aus en Heligoland creat per Hugo Weigold. Les aus es capturen mitjançant uns paranys de xarxa de fil especialment dissenyades, i que encara es coneixen com a paranys d'Heligoland
- 1909 - Primer cens amb mapes del qual es té constància realitzat a Kent, Anglaterra per part de Horace Alexander
- 1910-1911 - Expedició de la British Ornithologists' Union a la Nova Guinea holandesa
- 1912 - Una Oreneta comuna (Hirundo rustica) anellada per James Masefield en Staffordshire, Anglaterra és recollida en la Província de KwaZulu-Natal, Sud-àfrica
- 1914 - L'última Paloma migradora (Ectopistes migratorius) mor en el Zoo de Citinnanci
- 1922 - Fundació del 'International Council for Bird Preservation' (en l'actualitat BirdLife International)
- 1922 - Publicació de A Natural History of the Ducks de John Charles Phillips, que proporciona mapes de les distribucions de cria i hivernació dels ànecs en tot el planeta
- 1928 - Ernst Mayr dirigeix la primera de les tres expedicions a Nova Guinea i les Illes Salomó, durant les quals es descobreixen nombroses espècies
- 1930 - Alexander Wetmore publica la seva Systematic Classification
- 1931 - Ernst Schüz i Hugo Weigold publiquen Atles des Vogelzuges, el primer atles de migració d'aus
- 1932 - Fundació del British Trust for Ornithology per a l'estudi de les aus a Gran Bretanya
- 1934 - Roger Tory Peterson publica la seva Guide to the Birds, la primera guia de camp moderna
- 1935 - Konrad Lorenz publica el seu estudi sobre la impremta en cries d'ànec i oca
- 1937 - Margaret Morse Nice publica Studies in the Life History of the Song Sparrow
- 1938 - Fundació de l'Edward Grey Institute of Field Ornithology
- 1943 - David Lack presenta càlculs sobre mortalitat d'aus a partir dels informes d'aus anellades
- 1946 - Peter Scott fonda el Wildfowl and Wetlands Trust en Slimbridge.
- 1950 - Xarxes autopropulsadas desenvolupades pel Wildfowl Trust per a la captura d'oques
- 1951-1954 - Apareixen els sis volums de Birds of the Soviet Union de GP Dementev i NA Gladkov
- 1953 - Nikolaas Tinbergen publica The Herring Gull's World
- 1954 - La Protection of Birds Act en el Regne Unit prohibeix la recol·lecció d'ous d'aus
- 1954 - Fundació de la Societat Espanyola d'Ornitologia (SEU)
- 1956 - Primer ús de la xarxa de boira (inventada en Japó) en el Regne Unit per capturar aus
- 1962 - Rachel Carson publica Silent Spring, descrivint els problemes ecològics dels pesticides
- 1967 - Publicació de Radar Ornithology d'Eric Eastwood
- 1968-1972 - Es realitza el primer projecte per realitzar un atles de les aus nidificantes a Gran Bretanya i Irlanda
- 1970 - El Atles of Breeding Birds of the West Midlands de Lord i Munns, basat en el treball de camp dels membres del West Midland Bird Club, és publicat per HarperCollins, és la primera vegada que s'usa un mètode sistemàtic basat en una reixeta per reunir informació
- 1971 - Conveni de Ramsar sobre la protecció d'aiguamolls i aus aquàtiques
- 1976 - Publicació dels atles nacionals de Gran Bretanya, França i Dinamarca
- 1981 - Charles Sibley i Ahlquist usen hibridació d'ADN-ADN per determinar els graus se semblança genètica entre espècies
- 1984 - Publicació de The Atlas of Australian Birds
- 1990 - Descobriment de la primera au verinosa, Pitohui dichrous per Jack Dumbacher
- 1991 - Primera nova espècie descoberta sense un espècimen tipus. El Bulo Burti boubou shrike (Laniarius liberatus) de Somàlia es va descriure com una nova espècie a partir de la seqüència d'ADN obtinguda d'una ploma.
- 1997 - Ús estable de les signatures d'isòtop d'hidrogen en plomes per identificar l'origen d'aus.[2]
- 1998 - Descobriment de la reducció d'intestins abans de la migració en Agulles colipintas (Limosa lapponica).[3]

## Segle XXI
- 2001 - Fundació del Grup Ibèric d'Anellament (GIA)
- 2005 - Informes d'albirament de Fuster real (Campephilis principalis), que es creia extint.